# Anisopappus abercornensis
Anisopappus abercornensis es una especie de planta floral perteneciente al género Anisopappus, categorizada en la tribu Athroismeae, de la subfamilia Asteroideae.

## Distribución
Especie nativa de Tanzania y Zimbabue. Crece en el bioma tropical.

## Taxonomía
Fue descrita por G.Taylor y publicada en First published in J. Bot. 71: 164 (1933).
Sinónimos homotípicos
- Anisopappus anemonifolius subsp. abercornensis (G.Taylor) S.Ortiz.[1]

Sinónimos heterotípicos
- Anisopappus annuus Lawalrée.[1]